# Bas Banning en de geheime raket
Bas Banning en de geheime raket is een deel uit de Bas Banning-serie van A. van Aardenburg (pseudonioem van Herman Pijfers), een avontuur over een raketontwerp uit de Tweede Wereldoorlog dat in de bergen van Zuid-Duitsland is verborgen. Het verhaal kent elementen van een Koude Oorlog-spionageverhaal.

## Personages
- Bas Banning, scholier in de vijfde klas van het HBS
- Gijs Wapperman, Frans Kaptein, Lo Poelman, Jos Plantema, Frits Simons, Goof Nelissen, Gé Hoogeveen, Wim Peters, klasgenoten van Bas
- C.S. van der Lugt, bijgenaamd de Markies, de leraar Nederlands die mee is op de schoolreis
- Richard Kosel, bijgenaamd Broeder, Duits gids van de Verenigde Reisbureaus en broer van de beroemde acteur en komiek Hans Kosel
- Arie Borstlap, chauffeur van de toerbus
- Hoedemans, bandiet
- Ritz, handlanger van Hoedemans
- Siebel, directeur van hotel de Alpenrose
- Jochem, huisknecht van het hotel

## Inhoud
De klas van Bas heeft de eerste prijs van een opstelwedstrijd gewonnen, uitgeschreven door de Verenigde Reisbureaus en mag tien dagen op vakantie in Zuid-Duitsland. Onder begeleiding van de leraar Nederlands, Van der Lugt, bijgenaamd De Markies, gaat de klas van acht jongens aan het begin van het winterseizoen op weg per autobus. Behalve de chauffeur, Arie Borstlap, heeft het reisbureau ook een Duitse gids meegestuurd, Richard Kosel. Deze laatste wordt door de klas al snel Broeder genoemd, omdat hij het altijd heeft over zijn broer, de bekende acteur Hans Kosel. Nog in Nederland valt de sneeuw zo dik dat het verkeer vast komt te zitten en het gezelschap voor de warmte een naburig café opzoekt. Café Het Mandje zit stampvol gestrande automobilisten en voor de telefoon staat een lange rij. Toch probeert een man met een gleufhoed voor te dringen, waarop andere gasten deze Hoedemans het etablissement uit werken. 's Nachts komt Hoedemans weer terug en Bas meent hem een sein te zien uitwisselen met Broeder. Daarna hoort hij een motor wegrijden.
De volgende dag ruimt de wegenwacht de sneeuw op. De kastelein van het café meldt dat er die nacht een motorfiets is gestolen, Bas vermoedt dat Hoedemans erachter zit. Een eersteklas hotel met vier verdiepingen plus lift is de eindbestemming. Bas deelt een kamer met Goof en heeft uitzicht op de hoogste berg in de omgeving, de Kofel. Aangezien het nog maar het begin van het seizoen is zijn er niet veel andere gasten. Die avond wandelen Bas en Goof wat over de balustrade en bemerken dat iemand verdekt staat opgesteld. Als ze erop af gaan, vlucht de man door van het balkon te springen, achterna gezeten door Goof. Deze wordt echter overmeesterd en in een personenauto meegenomen, zo te horen uitgerust met een racemotor. De politie ondervraagt Bas, die hen echter niet eens aan een signalement van Goofs ontvoerders kan helpen. De man op het balkon moet zich voor de kamer van Broeder hebben opgehouden. De huisknecht van het hotel, Jochem, meent dat de ontvoering in verband moet staan met de Dodemanshut.
In de oorlog deed de omgeving namelijk dienst als Alpenvesting, waar Hitler zich veilig waande. Tegen het einde van de oorlog kwamen daar geleerden die betrokken waren bij de V-1 en V-2 raketten samen. Sommige geleerden vertrokken later naar de Verenigde Staten, anderen verdwenen achter het IJzeren Gordijn. Toen de pas over de Alpen werd aangelegd, werd de Dodemanshut gebouwd, waarbij twee van de bouwers om het leven kwamen. In de oorlog zelf werden twee dode militairen aangetroffen. Een jaar na de oorlog verschenen drie vreemdelingen, waaronder twee Duitsers die door de boswachter naar de Dodemanshut begeleid werden en daar achtergelaten. Later constateerde de boswachter dat de mannen naar iets gezocht moesten hebben. Een week daarna kwam weer een vreemdeling, kennelijk een Engelsman, navraag naar de drie doen. De boswachter heeft de man toen geschaduwd en zag hoe hij allerlei metingen verrichtte bij de hut. Plotseling daagden toen vier mannen op die hem in zijn been schoten en meenamen. Na zijn verdwijning werd zijn koffer doorzocht, waarin zich twee paspoorten met hetzelfde portret bevonden, een Duits en een Brits. Toen de politie probeerde hierover inlichtingen te verkrijgen, beval een order van hogerhand hen de zaak te laten rusten. De boswachter werd bedreigd en liet zich overplaatsen.
Op zoek naar Goof gaan Bas, Jos en Lo gedrieën naar de Dodemanshut, waar ze na een klimpartij van twee uur aankomen. Het is echter duidelijk dat er al sinds lang niemand is geweest. Op de terugtocht dwingt een noodweer de drie om weer naar de hut te gaan en daar beter weer af te wachten. Lo is door de koude bevangen en er slecht aan toe. De volgende twee dagen blijft het sneeuwen, dus zitten ze vast. Wel hebben ze warmte door een open haard en blikken voedsel die in de hut opgeslagen liggen. De derde dag houdt de sneeuw op en landt een helikopter in de buurt. Broeder stapt eruit om de jongens naar beneden te brengen. Wegens plaatsgebrek gaan eerst Lo en Jos. Tijdens het wachten op hun beurt praten Bas en Broeder wat. Broeder vertelt Bas dat er in de oorlog mensen uit het proefstation Peenemünde voor raketontwikkeling in de hut vertoefden. Honderdvijftig emigreerden na de oorlog naar de VS, onder wie ruimtevaartpionier Wernher von Braun. Daarna probeerden de Russen experts te ronselen en brachten er in 1946 vijftienhonderd over naar de Sovjet-Unie, onder wie professor Grünwirth die een speciale brandstof had ontwikkeld, waarvan de formule ergens bij de Dodemanshut verborgen moet liggen. Toen Grünwirth overliep naar de Amerikanen en met twee medewerkers de formule wilde ophalen, is zijn auto in een ravijn gestort en zijn de drie inzittenden verongelukt.
Als de helikopter terugkeert en Bas meeneemt, blijft Broeder in de hut achter. Maar als Bas is afgezet en het toestel weer vertrokken is, komt het radiobericht dat de helikopter bij de landing beschadigd is en de piloot enkele uren nodig heeft om dit te repareren. Dit bericht komt Bas verdacht voor en wekt zijn wantrouwen tegen Broeder. Broeder heeft Bas namelijk medegedeeld dat Goof is vrijgelaten en dit is op zichzelf juist, maar nu hoort Bas van Goof dat Broeder al met de helikopter naar de hut op weg was voordat Goof terugkeerde, dus hoie kon Broeder van diens vrijlating op de hoogte zijn? Goof zelf snapt niet van zijn ontvoering: hij is goed behandeld en met een blinddoek op uit de auto gezet op tien minuten van het hotel.
Om twee uur komt het bericht dat de piloot nog een uur nodig heeft. Die nacht wordt Bas wakker van een insluiper in zijn kamer, die hij herkent als Hoedemans. uit het café. Nu beseft Bas ook dat dezelfde Hoedemans de persoon was die voor het raam van Broeder op de balustrade stond te wachten. Hoedemans neemt de trap en Bas de lift, waaruit juist de huisknecht stapt. Onderweg valt de lift echter uit en Bas klimt via het noodluik uit de liftkooi en laat zich naar beneden zakken. Met zijn gezicht voor de kier van de deur roept hij om hulp en wordt ontdekt door Jos. Die haalt er een kelner bij, die Bas bevrijdt met de liftsleutel.
Bas en Jos gaan wandelen en zien de geheimzinnige auto op de weg staan, met Hoedemans en nog iemand erbij. Ze vluchten weg als de twee kerels op hen af komen, maar aan de andere kant landt de helikopter. Jos rent op Broeder af, maar de piloot roept dat Broeder bij de andere partij hoort. Dan komt een lawine alles en iedereen bedekken. Zodra Bas zich uit de sneeuw heeft gewerkt, ziet hij Hoedemans het vliegtoestel sneeuwvrij maken. Nu hun auto vanwege de sneeuw niet bruikbaar is, is dit het enige vervoermiddel. Bas gaat op weg om hulp te halen voor Jos en Broeder, die onder de sneeuw liggen.
De twee bandieten graven de piloot uit, waarna één medische hulp in het hotel gaat halen. Broeder komt bij en overdenkt de gebeurtenissen. Een nieuwe lawine, ditmaal aan de andere kant van het hotel, vindt plaats als Bas nog altijd onderweg is voor hulp. Hoedemans bedenkt zich dat de helikopter plaats biedt aan twee passagiers, terwijl ze met drie man zijn: hijzelf, Jochem en Ritz. Ritz zal moeten kiezen wie er achterblijft. Hoewel Bas te ver is om nog achterhaald te worden, komt huisknecht Jochem hem tegemoet en kan hem aldus onderscheppen. Bas komt echter eerst buschauffeur Borstlap tegen, die onmiddellijk alarm slaat. Met een grote groep trekken ze naar de plek des onheils, waar de bandieten de helikopter bijna vrijgemaakt hebben. Maar dan bedekt een nieuwe lawine het toestel weer, waarop de bandieten de groep onder bedreiging met wapens dwingen om eerst het toestel vrij te maken voor er mensen gered kunnen worden. De sterke Borstlap weet hen echter bij verrassing te overmeesteren. Jos wordt gevonden, bleek maar ongedeerd.
De volgende dag heeft Van der Lugt van de politie vernomen hoe de zaak in elkaar steekt. Aan het einde van de oorlog heeft professor Grünwirth samen met drie soldaten de papieren met het ontwerp van de nieuwe R-12 raket verborgen bij de Dodemanshut. Twee van de soldaten kwamen enkele dagen later terug om de papieren op te halen schoten elkaar toen dood. De bergplaats lekte echter uit naar de geheime diensten van westerse en  niet-westerse mogendheden. Als eerste kwamen de Russen zoeken. Zij vonden de plannen voor de raket, maar niet de veel belangrijker formule voor een nieuw soort brandstof. Toen ze daarvoor later terugkeerden, troffen ze een Brits geheim agent aan die werd overmeesterd en naar Rusland ontvoerd. Toen Grünwirth zelf opdaagde, werd hij meteen benaderd door Amerikaanse agenten. Hij verongelukte nog voordat hij de Dodemanshut bereikte. Omdat het zoeken zonder gids zinloos was, hadden de Russen achterhaald wie de derde soldaat was die Grünwirth bij het aanvankelijke verstoppen had begeleid. Het ging om Richard Kosel, die de Russen makkelijk in hun macht kregen omdat twee broers van hem in Russische krijgsgevangenschap zaten. Als Kosel mee zou werken, zouden ze vrij komen.
Het plan is om Kosel zo onopvallend mogelijk naar de Dodemanshut te krijgen, om geen slapende agenten wakker te maken. Hiertoe zal hij zich als gids bij een reisgezelschap aansluiten en de klas van Bas is de eerste gelegenheid die zich voordoet. Omdat de Russen hem niet helemaal vertrouwden, lieten zij hem schaduwen door de Nederlander Hoedemans, die door Goof betrapt werd, wat Goof met zijn ontvoering moest bekopen. Zeer tegen de zin van Kosel, die wist dat Goof verder nergens van op de hoogte was. Om vervolgens zonder argwaan te wekken bij de hut zelf te komen, zou de huisknecht de jongens erheen lokken door er spannende verhalen over te vertellen. Vervolgens zal in de uiterst sneeuwrijke periode een reddingsactie op touw geet worden, waarbij de helikopter pech zou voorwenden en zo de agenten de gelegenheid geven de papieren te vinden. Kosel vond deze in een gat dat in de berg geboord was, maar maakte er een afschrift van dat hij aan de westerse mogendheden ter hand wilde stellen. Toen Hoedemans in de auto met de racemotor bij het hotel arriveerde en met de huisknecht wilde overleggen, vond Bas' avontuur met de lift plaats. Het inrekenen van de bende stelt de brandstofformule veilig. Voor de broers van Kosel heeft het mislukken van het Russische plan geen gevolgen, want beide waren al jaren geleden overleden.

## Publicatiegeschiedenis
In 1956 verscheen de eerste druk bij Uitgeverij De Fontein en in de jaren zestig werd het boek uitgebracht in een reeks van vier omnibussen die elk drie avonturen bevatten, samen de hele reeks van twaalf. In de jaren zeventig werd het avontuur nogmaals herdrukt, nu in een licht gemoderniseerde spelling en met een nieuw omslag en drie illustraties van Herson. OOk hier was sprake van modernisering: de personages uit 1956 dragen nu de mode uit de jaren zeventig.

## Bron
- A. van Aardenburg, Bas Banning en de geheime raket. De Bilt: Uitgeverij De Fontein. ISBN 9026111150

Bas Banning en de zwarte ruiter · Bas Banning en de vliegende cowboys · Bas Banning en de geheimzinnige kabelbaan · Bas Banning en de autosmokkelaars · Bas Banning en het Spaanse galjoen · Bas Banning en de Tour de France · Bas Banning en de DAF-600 · Bas Banning en de geheime raket · Bas Banning en de verdwenen Rembrandt · Bas Banning en de Rode hand · Bas Banning en de zweefmannen · Bas Banning en de schatgravers